# Otto Brückwald

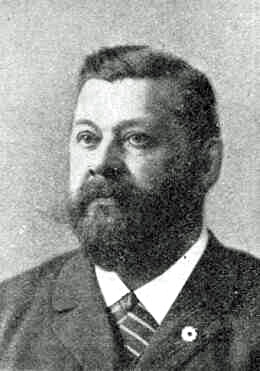
Otto Brückwald

Otto Brückwald (* 6. Mai 1841 in Leipzig; † 15. Februar 1917 ebenda) war ein deutscher Architekt.

## Leben und Werk
Paul Otto Brückwald wurde als viertes und letztes Kind des Postbeamten Carl Friedrich Brückwald und seiner aus Dresden stammenden Ehefrau Emilie Pauline, geb. Cagiorgi, in Leipzig geboren. Nach einer 1857 begonnenen Maurerlehre erhielt er auf Grund guter Leistungen ein Stipendium, das ihm den Besuch der Akademie ermöglichte. Von 1860 bis 1863 studierte er an der Königlichen Akademie in Dresden. Im Jahre 1868 wurde er in die Leipziger Freimaurerloge Minerva zu den drei Palmen aufgenommen.
Zu den wichtigsten Gebäuden, an deren Bau er maßgeblich beteiligt war, gehören das von Carl Ferdinand Langhans entworfene und beim Luftangriff am 4. Dezember 1943 im Zweiten Weltkrieg zerstörte Neue Theater (1864 bis 1868) am Leipziger Augustusplatz, dort hatte er die Detailplanung und die Bauleitung übernommen. Ferner war er für die Planung und Bauleitung des Hoftheaters (1869 bis 1871) in Altenburg sowie des Festspielhauses (1872 bis 1876) in Bayreuth mit dem in den Jahren 1881/1882 nachträglich angefügten sogenannten Königsbau verantwortlich. Von 1888 bis 1890 entstand nach seinen Plänen die Handelslehranstalt Leipzig in der Löhrstraße, heute Volkshochschule.
Als eines seiner letzten Bauten betreute er den Bau des repräsentativen Wohnhauses Schwägrichenstraße 11 im Leipziger Musikviertel im Jahre 1894. Brückwald richtete sich im Souterrain des Hauses ein Atelier ein. Berühmte Bewohner des Hauses waren der Kunsthistoriker Nikolaus Pevsner und die Schriftstellerin Elsa Asenijeff.
Zu Ehren des Architekten wurde in der sogenannten „Architekten-Siedlung“ zwischen den Leipziger Stadtteilen Sellerhausen und Paunsdorf eine Straße nach ihm benannt.

Bedeutende Bauten Brückwalds
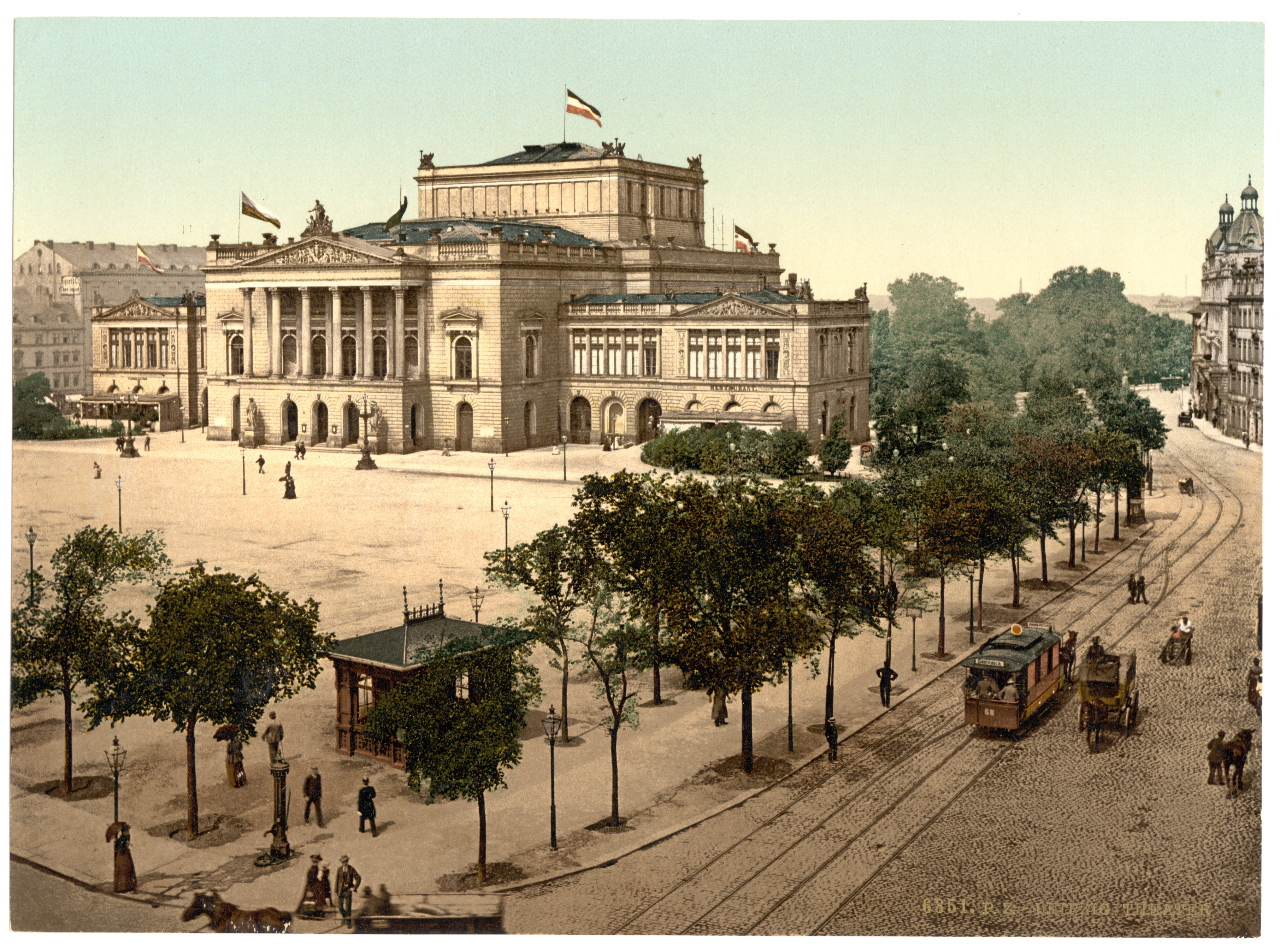
Neues Theater Leipzig (um 1900)
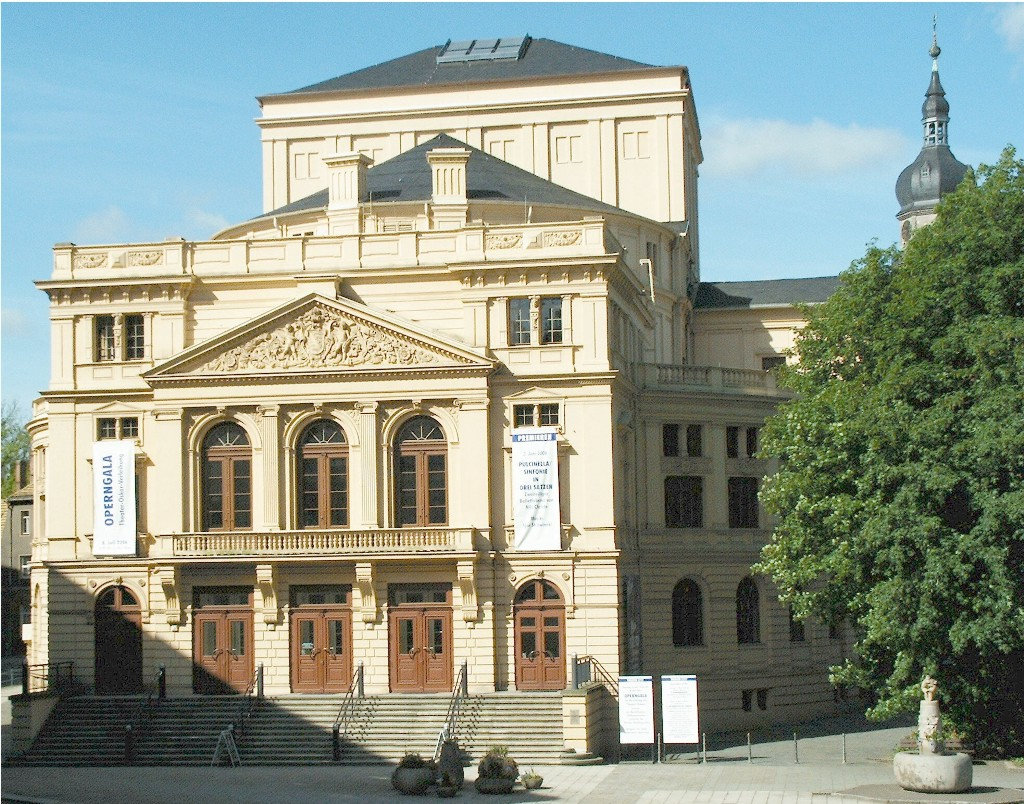
Landestheater Altenburg (2006)
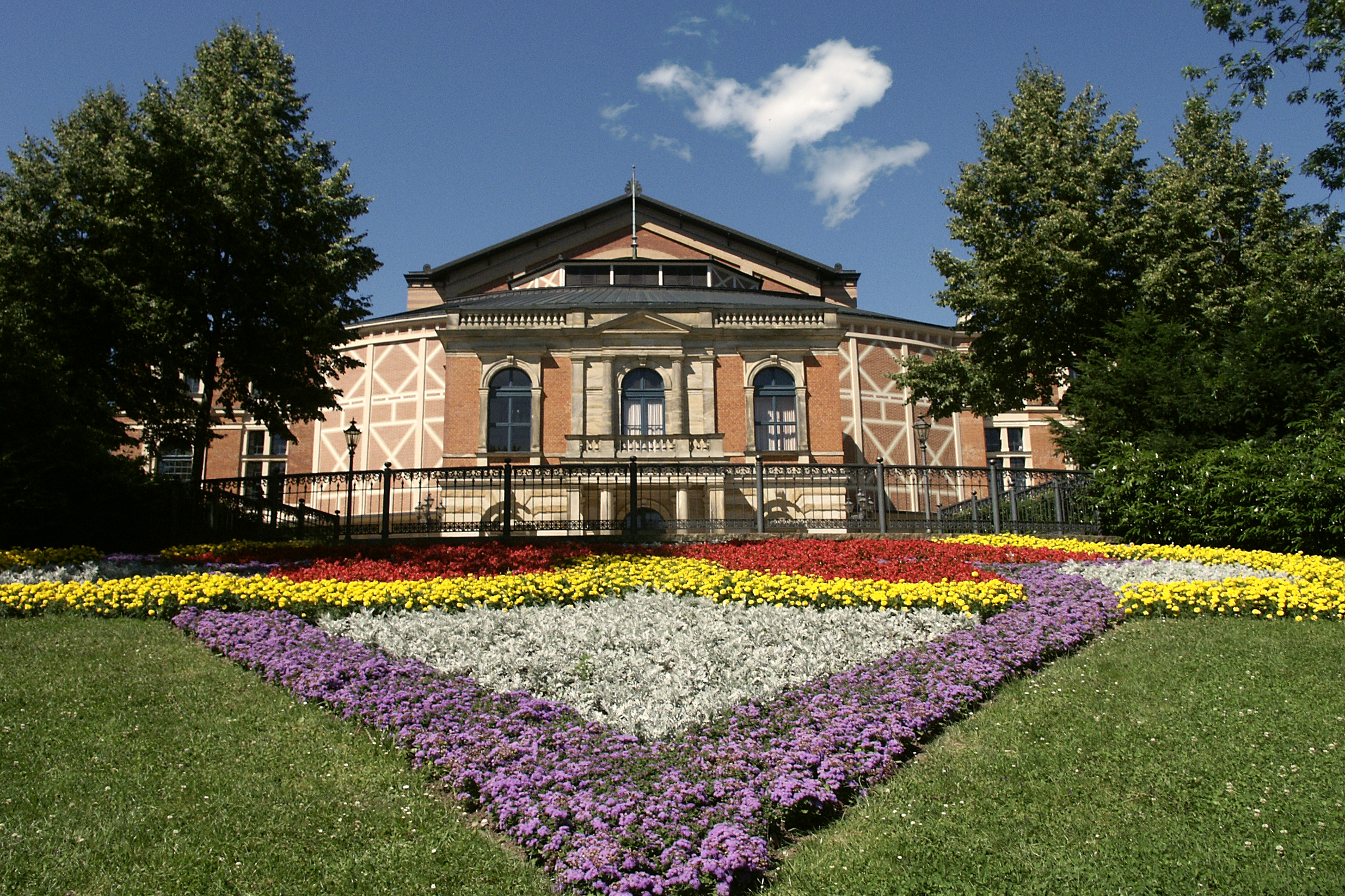
Richard-Wagner-Festspielhaus in Bayreuth (2006)
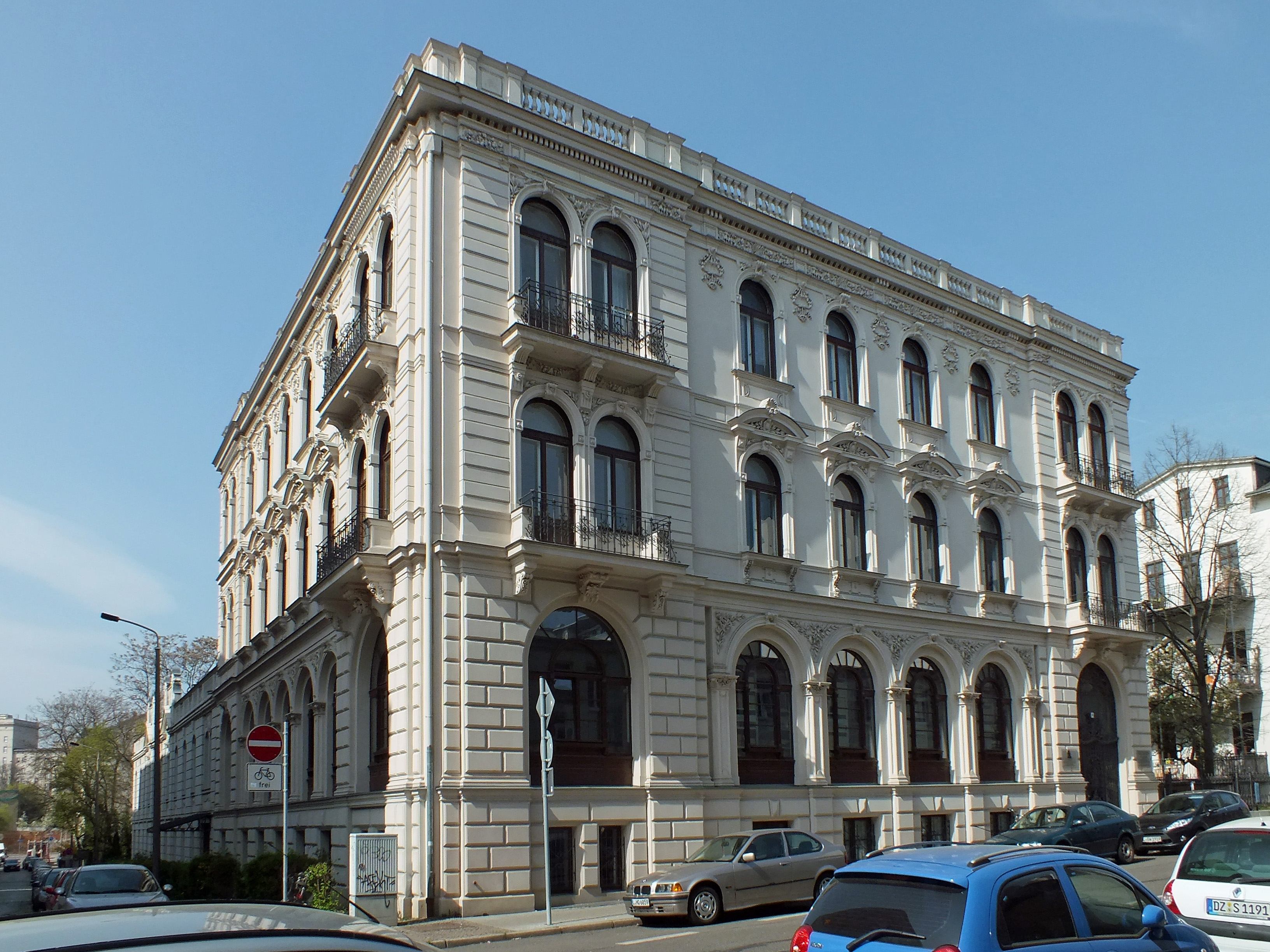
Haus des Musikverlages C. F. Peters in Leipzig, Talstraße 10 (2014)
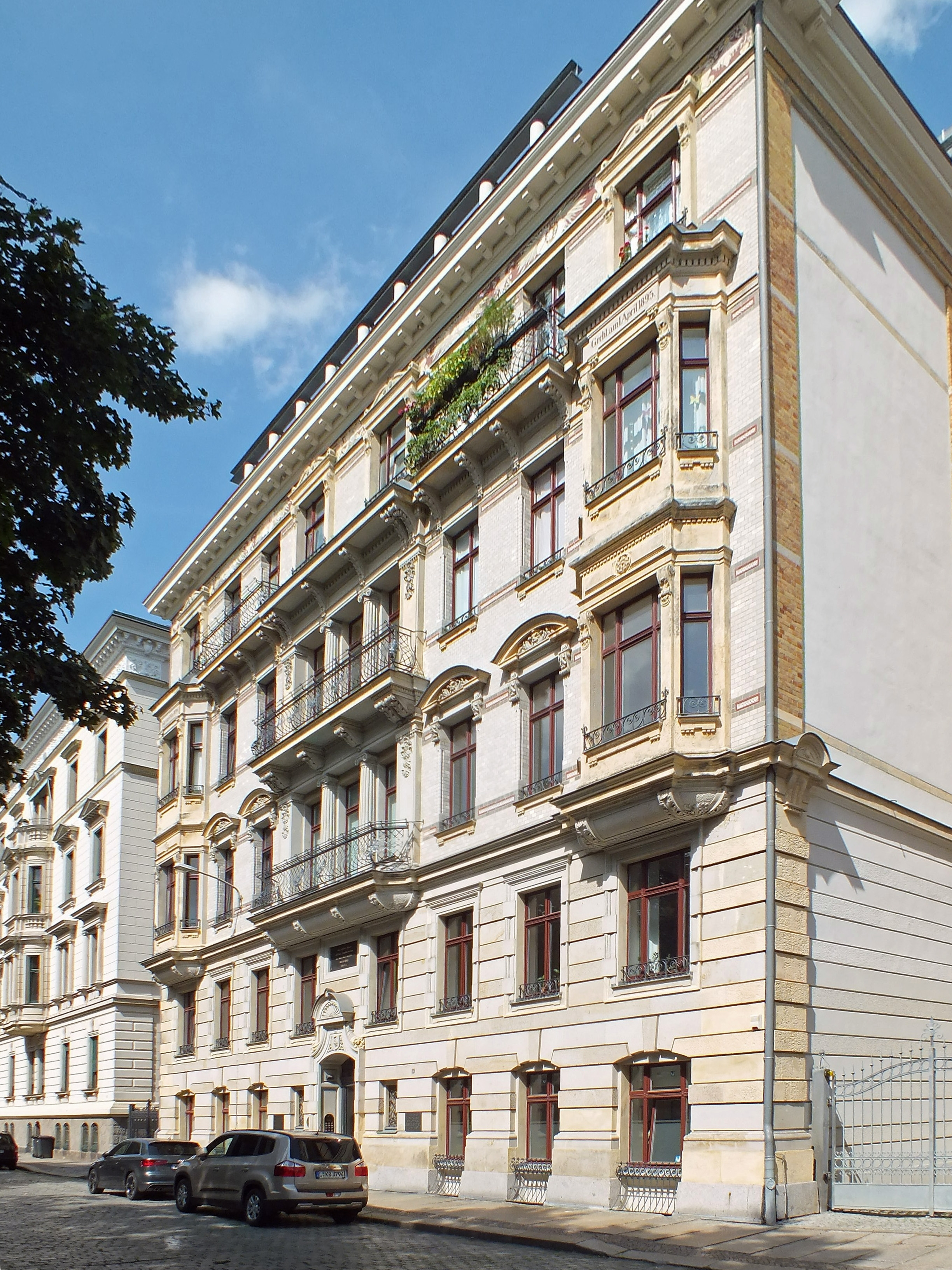
Wohnhaus Schwägrichenstraße 11 in Leipzig (2014)
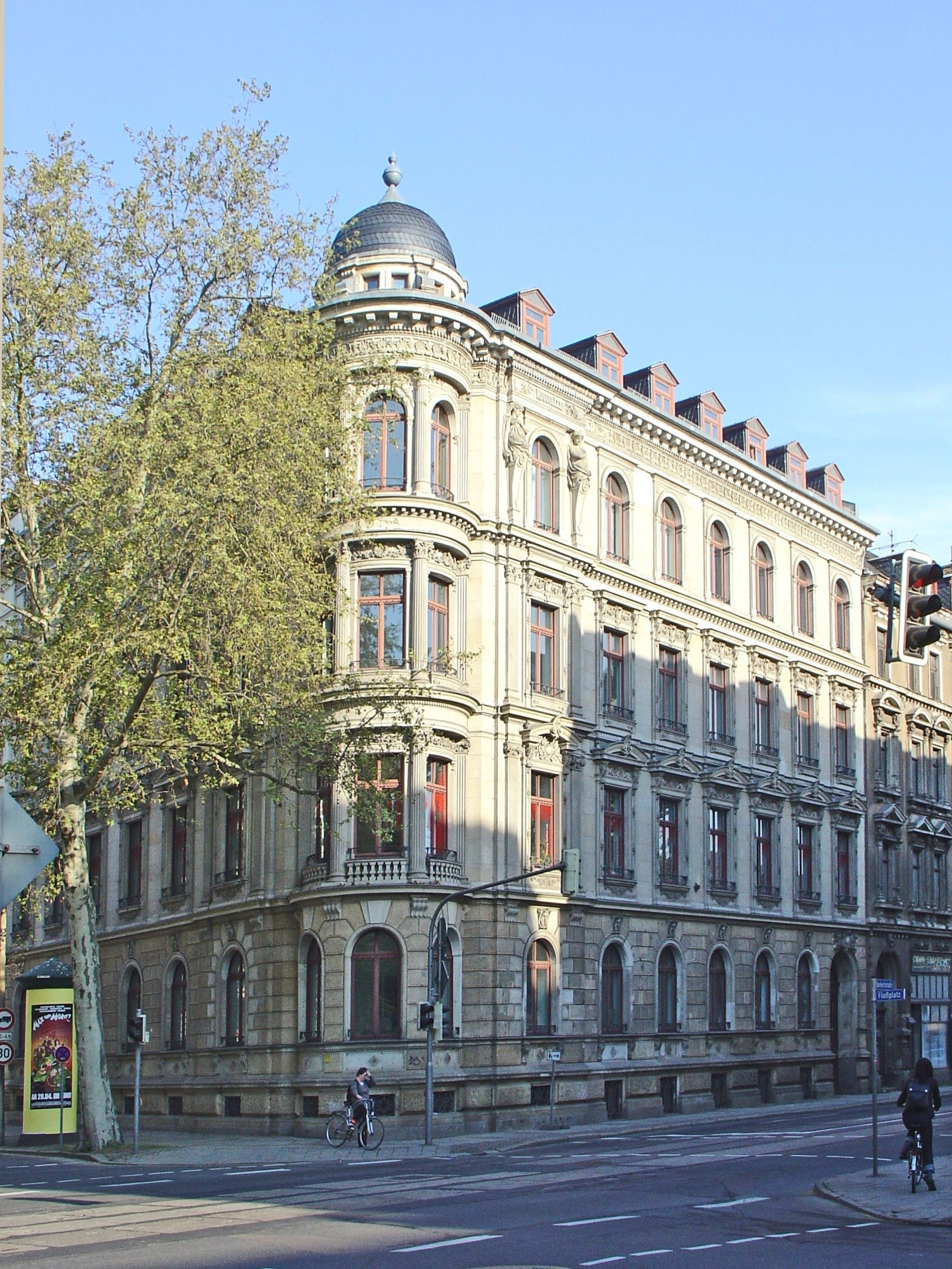
Wohn- und Geschäftshaus Harkortstraße 10, Leipzig (2000)